# Asker
Asker là một đô thị ở hạt Akershus, Na Uy và là một ngoại ô của suburb của Oslo.
Asker được thành lập ngày 1 tháng 1 năm 1838 (xem formannskapsdistrikt).

## Nhân vật nổi tiếng
- Haakon Magnus của Na Uy
- Mette-Marit, Công nương Na Uy
- Ingrid Alexandra của Na Uy
- Prince Sverre Magnus của Na Uy
- Einar Gerhardsen, thủ tướng 3 nhiệm kỳ.
- Harriet Backer (1845-1932), họa sĩ
- Dina Aschehoug (1861-1956), họa sĩ
- Tryggve Andersen (1866-1920), nhà văn
- Nini Roll Anker (1873-1942), nhà văn
- Johan Bojer (1872-1959), nhà văn
- Arne Garborg (1851-1924), nhà thơ
- Erik Gjems-Onstad
- Dyre Vaa (1903-1980), nhà điêu khắc
- Alf Prøysen (1914-1970), nhà văn
- Halvard Hanevold, Olympic Gold ở Biathlon
- Anders Jacobsen - cầu thủ chuyên nghiệp
- Pål Arne Fagernes (1974-2003)
- Valgerd Svarstad Haugland nhà chính trị
- Vigdis Hjorth, tác gia

## Các thành phố kết nghĩa
Asker kết nghĩa với:
- Eslöv, Thụy Điển
- Garðabær, Iceland
- Jakobstad, Phần Lan[3]
- Mapo (Seoul), Hàn Quốc
- Rudersdal, Đan Mạch